# Helga-Maria Kühn
Helga-Maria Kühn (* 22. August 1933 in Borna; † 19. Juli 2025) war eine deutsche Archivarin und Historikerin.

## Leben und Wirken
Helga-Maria Kühn wurde in Borna in Sachsen als Tochter eines evangelischen Pastors geboren. Nach ihrem Abitur studierte sie zur Zeit der DDR an der Universität Leipzig das Fach Geschichte. Anschließend durchlief sie am Institut für Archivwissenschaft in Potsdam einen Lehrgang zur Wissenschaftlichen Archivarin und arbeitete im Brandenburgischen Landeshauptarchiv als Archivarin sowie als Geschäftsführerin beim Evangelischen Konsistorium in Berlin-Brandenburg. Im Jahr des Mauerbaus floh sie 1961 aus der DDR in die Bundesrepublik Deutschland. Anfang der 1960er Jahre studierte Kühn an der Georg-August-Universität Göttingen, wo sie 1964 unter der Betreuung von Hermann Heimpel zum Thema Die Einziehung des geistlichen Gutes im albertinischen Sachsen 1539-1553 promovierte.
Anschließend leitete Kühn als Nachfolgerin von Heinz Stoob 1964–1973 das Landeskirchliche Archiv in Hamburg. Schließlich wirkte sie von 1974 bis zu ihrem Ruhestand 1996 22 Jahre lang als Direktorin des Stadtarchivs Göttingen. Ihr Nachfolger wurde 1997 Ernst Böhme.
Helga Maria-Kühn verfasste zahlreiche Fachpublikationen, darunter zur Göttinger Stadtgeschichte. Seit 1974 war sie Schriftführerin des Geschichtsvereins für Göttingen und Umgebung und zählte dann mit wechselnden Kollegen zum Redaktionsausschuss der vom Verein herausgegebenen Zeitschrift Göttinger Jahrbuch (bis Band 65, erschienen 2018), für das sie spät ab 1987 auch einige Aufsätze verfasste.

## Schriften (Auswahl)
(chronologisch)
Vgl. auch Schriftenverzeichnis mit 64 Titeln in: Göttinger Jahrbuch, Bd. 66, 2018, S. 7–10.
- Die Einziehung des geistlichen Gutes im albertinischen Sachsen 1539–1553 (= Mitteldeutsche Forschungen, Bd. 43), zugleich Dissertation vom 6. Dezember 1966 an der Philosophischen Fakultät der Universität Göttingen, Böhlau, Köln / Graz 1966.
- Erich Keyser (Hrsg.), Helga-Maria Kühn (Bearb.): Das Visitationsbuch der Hamburger Kirchen. 1508, 1521, 1525 (= Arbeiten zur Kirchengeschichte Hamburgs, Bd. 10), Wittig, Hamburg 1970. Inhaltsverzeichnis
- Helmut Scheiter, Hans Wilder (Fotos), Helga-Maria Kühn, Jens-Uwe Brinkmann (Texte): Göttingen. Ein Bildband. Vandenhoeck und Ruprecht, Göttingen 1985, ISBN 978-3-525-39158-7
- Studentisches Leben im 18. Jahrhundert in Göttingen, Katalog zur Ausstellung im Gebäude des Niedersächsischen Landtags vom 6. März bis 1. April 1990, hrsg. in Verantwortung des Stadtarchivs Göttingen, Niedersächsischer Landtag, [Hannover 1990]
- Von „rechtlichen Wirtshäusern und guter Begegnung.“ Göttingens Gastronomie im 18. Jahrhundert. Stadtarchiv, Göttingen 1991, ISBN 978-3-88452-920-1 und ISBN 3-88452-920-X
- Vom Löwenbrunnen zum Gänseliesel. Hrsg. Fremdenverkehrsverein Göttingen e. V., Stadt Göttingen, Göttingen o. J. [1994]. (Digitalisat auf denkmale.goettingen.de, abgerufen am 14. Mai 2023)
- Eine „unverstorbene Witwe.“ Sidonia Herzogin zu Braunschweig-Lüneburg geborene Herzogin zu Sachsen 1518–1575. Ein aus Archivquellen nachgezeichneter Lebensweg (= Veröffentlichungen der Historischen Kommission für Niedersachsen und Bremen, Bd. 247). Hahn’sche Buchhandlung und Verlag, Hannover 2009, ISBN 978-3-7752-6047-3; Inhaltsverzeichnis
- Katharina und Erich I., 1496–1524. Eine Fürsten-Ehe auf Augenhöhe (= Quellen und Darstellungen zur Geschichte Niedersachsens, Band 138), 1. Auflage, Wehrhahn Verlag, Hannover 2016, ISBN 978-3-86525-551-8 und ISBN 3-86525-551-5; Inhaltsverzeichnis

### Als Herausgeberin
- (mit Wolfgang Baader, Gottfried Mehnert, Horst Weimann): Evangelische Publizistik in Nordelbien. Ein Gang durch die Geschichte der nordelbisch evangelisch-kirchlichen Presse (= Nordelbischer Konvent kirchlicher Mitarbeiter, Heft 13), Evangelischer Presseverband Nord, Kiel 1972.
- (mit Dietrich Denecke): Göttingen. Geschichte einer Universitätsstadt, Band 1. Von den Anfängen bis zum Ende des Dreißigjährigen Krieges. Vandenhoeck & Ruprecht, Göttingen 1987, ISBN 3-525-36196-3.
- Peter Aufgebauer, Dieter Neitzert: Göttingen im Dritten Reich (= Dokumente aus dem Stadtarchiv Göttingen, 1), 2. Auflage, Stadtarchiv Göttingen, Göttingen 1995.
- Erling Rimehaus: Hassen kann ich nicht. Olav Brennhovd – sein Leben für die Völkerverständigung. Aus dem Norwegischen übersetzt von Anne Feindt und Irina Heiß. Deutsche Bearbeitung von Thelma von Freymann; deutsche Ausgabe herausgegeben und ergänzt von Helga-Maria Kühn. Hogrefe Verlag, Göttingen 2020, ISBN 978-3-8017-3035-2.[13]